# Rari Nantes Savona 2007-2008
Questa voce raccoglie le informazioni riguardanti la Rari Nantes Savona nelle competizioni ufficiali della stagione 2007-2008.

## Rosa
| N° |                      | Ruolo | Giocatore            |
| -- | -------------------- | ----- | -------------------- |
|    | Italia (bandiera)    | P     | Marco Gerini         |
|    | Italia (bandiera)    | P     | Mattia Conti         |
|    | Croazia (bandiera)   | D     | Deni Fiorentini      |
|    | Italia (bandiera)    | D     | Carlo Santamaria     |
|    | Italia (bandiera)    | D     | Tommaso Morena       |
|    | Italia (bandiera)    | CV    | Federico Mistrangelo |
|    | Australia (bandiera) | CV    | Thomas Whalan        |

| N° |                        | Ruolo | Giocatore           |
| -- | ---------------------- | ----- | ------------------- |
|    | Spagna (bandiera)      | CV    | Felipe Perrone      |
|    | Italia (bandiera)      | CB    | Matteo Aicardi      |
|    | Italia (bandiera)      | CB    | Raffaele Onofrietti |
|    | Stati Uniti (bandiera) | A     | Peter Varellas      |
|    | Italia (bandiera)      | A     | Valerio Rizzo       |
|    | Italia (bandiera)      | A     | Nicolò Morena       |
|    | Italia (bandiera)      | A     | Michele Pesenti     |

### Staff tecnico
| Allenatore: | Claudio Mistrangelo |